# Thea Belmer
Pour les articles homonymes, voir Belmer.
Thea Belmer est une gymnaste artistique néerlandaise.
Elle a notamment été championne d'Europe des barres asymétriques en 1963 au saut de cheval.

## Biographie
En 1963, elle devient la première gymnaste néerlandaise à remporter un titre de championne d'Europe.

## Palmarès

### Championnats du monde
- Dortmund 1966
  - 14e au concours général par équipes[1]
  - 99e au concours général individuel[2]

### Championnats d'Europe
- Paris 1963
  -  médaille d'or aux barres asymétriques
  -  médaille d'argent au saut de cheval
  - 15e au concours général individuel[3]